# Puchar Króla (2021/2022)
Puchar Króla 2021/2022 – 118. edycja Pucharu Króla. Rozgrywki rozpoczęły się 17 listopada 2021 i zakończyły się finałem rozgrywanym na Estadio La Cartuja w Sewilli 23 kwietnia 2022. W finale Real Betis pokonał Valencię CF 5:4 po serii rzutów karnych (w meczu padł wynik 1:1).

## Zakwalifikowane drużyny
Poniższe drużyny zakwalifikowały się do udziału w Copa del Rey 2021/2022:
4 półfinalistów Superpucharu Hiszpanii 2021/2022:
| - Athletic Bilbao - FC Barcelona | - Atlético Madryt - Real Madryt |

16 drużyn z Primera División (2020/2021):
| - Deportivo Alavés - Cadiz - Celta Vigo - SD Eibar - Elche CF - Getafe CF - Granada CF - SD Huesca | - Levante UD - CA Osasuna - Real Betis - Real Sociedad - Sevilla FC - Valencia CF - Real Valladolid - Villarreal CF |

22 zespoły z Segunda División (2020/2021):
| - Albacete Balompié - AD Alcorcón - UD Almería - FC Cartagena - CD Castellón - RCD Espanyol - CF Fuenlabrada - Girona FC - UD Las Palmas | - CD Lugo - Málaga CF - RCD Mallorca - CD Mirandés - SD Ponferradina - Rayo Vallecano - Real Oviedo - CE Sabadell FC - Sporting Gijón - CD Tenerife - UD Logroñés - Real Saragossa |

28 zespołów z Segunda División B (2020/2021). Zespoły z pięciu najlepszych miejsc z czterech grup (oprócz drużyn rezerw) oraz pięć drużyn z największą ilością punktów (nie wliczając drużyn rezerw):
- CD Alcoyano
- Algeciras CF
- SD Amorebieta
- FC Andorra
- CD Atlético Baleares
- Atlético Sanluqueño CF
- CD Badajoz
- Burgos CF
- CD Calahorra
- UE Cornellà
- Cultural Leonesa
- Deportivo La Coruña
- Extremadura UD
- Gimnàstic Tarragona
- Internacional de Madrid
- Linares Deportivo
- Racing de Ferrol
- CF Rayo Majadahonda
- Real Unión
- San Fernando CD
- UD San Sebastián de los Reyes
- SD Logroñés
- CF Talavera
- Pontevedra CF
- CD Tudelano
- UCAM Murcia CF
- UD Ibiza
- Unionistas de Salamanca CF
- Zamora CF

32 drużyny z Tercera División (2020/2021). Zwycięzcy każdej z osiemnastu grup (oprócz drużyn rezerw):
- Águilas CF
- UD Alzira
- CE Andratx
- CD Arenteiro
- Atletico Mancha Real
- Atlético Pulpileño
- Bergantiños
- CD Brea
- Cacereño
- Calvo Sotelo
- Cayón
- Ceares
- Cristo Atlético
- CD Eldense
- CE Europa
- Gernika
- Gimnástica Segoviana
- Ibiza Islas Pitiusas
- Llanera
- Marchamalo
- Mensajero
- Montijo
- Náxara
- Panadería Pulido
- Peña Sport
- Racing Rioja
- San Juan
- San Roque de Lepe
- CD Teruel
- Unión Adarve
- Vélez
- Xerez Deportivo

4 półfinaliści Copa Federación z sezonu 2020/2021:
| - Córdoba CF - CD Ebro | - Guijuelo - Leioa |

20 drużyn z zakwalifikowanych do piątego poziomu hiszpańskich rozgrywek z sezonu 2020/2021:
- 6 de Junio
- CD Aldeano
- Atarfe Industrial
- Atlético Espeleño
- Hernani
- Huracán Melilla
- Alicante
- Injerto
- Jaraíz
- Laguna
- Mollerussa
- Mora
- Nalón
- Penya Independent
- San Agustín de Guadalix
- Solares
- Unami CP
- Utrillas
- Victoria
- Villa de Fortuna

## Harmonogram i format rozgrywek
W sierpniu 2021 roku RFEF potwierdził kalendarz Pucharu Króla w sezonie 2021/2022 i potwierdził, że zostanie rozegranym w tym samym formacie co w zeszłym sezonie. 
| Runda          | Data losowania       | Terminy meczów                  | Ilość meczów | Liczba zespołów | Drużyny wchodzące do gry |
| -------------- | -------------------- | ------------------------------- | ------------ | --------------- | --- |
| Runda wstępna  | 28 października 2021 | 17 listopada 2021               | 10           | 126 → 116       | Nowi uczestnicy: Kluby zakwalifikowane do piątego poziomu rozgrywek 2020–21 Rozstawienie przeciwników: Zespoły rozstawione zgodnie z kryteriami bliskości. Rozstawianie drużyn lokalnych: Losowanie. Typ turnieju pucharowego: pojedynczy mecz. |
| Pierwsza runda | 18 listopada 2021    | 30 listopada – 2 grudnia 2021   | 56           | 116 → 60        | Nowi uczestnicy: Wszystkie zakwalifikowane drużyny z wyjątkiem czterech uczestników Superpucharu Hiszpanii. Rozstawianie przeciwników: Drużyny z La Liga zmierzyły się z drużynami z najniższych dywizji. Cztery pozostałe drużyny zmierzą się z drużynami z Segunda División B. Rozstawianie drużyn lokalnych: Mecz rozgrywany u siebie w drużynie z niższej ligi. Typ turnieju pucharowego: pojedynczy mecz. |
| Druga runda    | 3 grudnia 2021       | 14 – 16 grudnia 2021            | 28           | 60 → 32         | Rozstawianie przeciwników: Drużyny z najniższych dywizji zmierzą się z drużynami La Liga. Rozstawianie drużyn lokalnych: mecz rozgrywany u siebie w drużynie z niższej ligi. Typ turnieju pucharowego: pojedynczy mecz. |
| 1/16 finału    | 17 grudnia 2021      | 4 – 6 stycznia 2022             | 16           | 32 → 16         | Nowi uczestnicy: Do gry wchodzą czterej uczestnicy Superpucharu Hiszpanii. Rozstawianie przeciwników: Drużyny z najniższych dywizji zmierzą się z drużynami La Liga Rozstawianie drużyn lokalnych: Mecz rozgrywany u siebie w drużynie z niższej ligi. Typ turnieju pucharowego: pojedynczy mecz. |
| 1/8 finału     | 7 stycznia 2022      | 15 – 16 i 19 – 20 stycznia 2022 | 8            | 16 → 8          | Rozstawianie przeciwników: Drużyny z najniższych dywizji zmierzą się z drużynami La Liga Rozstawianie drużyn lokalnych: mecz rozgrywany u siebie w drużynie z niższej ligi. Typ turnieju pucharowego: pojedynczy mecz. |
| 1/4 finału     | 21 stycznia 2022     | 2 – 3 lutego 2022               | 4            | 8 → 4           | Rozstawianie przeciwników: Losowanie Rozstawianie drużyn lokalnych: mecz rozgrywany u siebie w drużynie z niższej ligi. Typ turnieju pucharowego: pojedynczy mecz. |
| 1/2 finału     | 4 lutego 2022        | 9 lutego 2022                   | 2            | 4 → 2           | Rozstawianie przeciwników: Losowanie. Rozstawianie drużyn lokalnych: mecz rozgrywany u siebie w drużynie z niższej ligi. Typ turnieju pucharowego: dwumecz. |
| 1/2 finału     | 4 lutego 2022        | 2 marca 2022                    | 2            | 4 → 2           | Rozstawianie przeciwników: Losowanie. Rozstawianie drużyn lokalnych: mecz rozgrywany u siebie w drużynie z niższej ligi. Typ turnieju pucharowego: dwumecz. |
| Finał          | 4 lutego 2022        | 23 kwietnia 2022                | 1            | 2 → 1           | Pojedynczy mecz rozgrywany na Estadio La Cartuja w Sewilli. Zwycięzca meczu awansuje do Ligi Europy UEFA (2022/2023). |

## Runda wstępna
Zespoły zostały rozlosowane według kryteriów geograficznych, tak, aby zespoły miały jak najmniej odległości do przebycia przed meczem. Losowanie odbyło 28 października 2021 roku. 
Mecze zostały rozegrane 17 listopada 2021 roku (rozegrany został jeden mecz).
| Drużyna 1                  | Wynik       | Drużyna 2            |
| -------------------------- | ----------- | -------------------- |
| 17 listopada 2021          |             |                      |
| Nalón                      | 1:1 (k.3:4) | Solares              |
| CD Utrillas                | 2:0         | CD Injerto           |
| CD Aldeano                 | 1:3         | Unami CP             |
| Victoria CF                | 1:0         | CD Hernani           |
| CF San Agustín de Guadalix | 6:2         | Mora CF              |
| CFJ Mollerusa              | 1:0         | SE Penya Independent |
| CFI Alicante               | 7:1         | CD 6 de Junio        |
| CD Villa de Fortuna        | 1:0         | CD Atlético Espeleño |
| CD Laguna                  | 4:1         | CF Jaraíz            |
| CD Huracán Melilla         | 2:1         | Atarfe Industrial CF |

## Pierwsza runda
W tej rundzie udział wzięły drużyny zwycięskie z Rundy wstępnej a także wszystkie pozostałe drużyny z wyjątkiem półfinalistów Superpucharu Hiszpanii. Zespoły zostały rozlosowane tak, aby drużyny z Primera División zmierzyły się z drużynami z niższych dywizji. Losowanie odbyło się 18 listopada 2021 roku. 
Mecze zostały rozegrane pomiędzy 30 listopada a 2 grudnia 2021 roku (rozegrany został jeden mecz).
| Drużyna 1                      | Wynik          | Drużyna 2                     |
| ------------------------------ | -------------- | ----------------------------- |
| 30 listopada 2021              |                |                               |
| CD Cayón                       | 0:2            | SD Huesca                     |
| CD Marchamalo                  | 0:1            | Real Valladolid               |
| Náxara CD                      | 0:1            | FC Andorra                    |
| Victoria CF                    | 0:8            | Villarreal CF                 |
| CD Laguna                      | 0:7            | Granada CF                    |
| Unami CP                       | 0:3            | Deportivo Alavés              |
| CD Teruel                      | 0:1            | AD Alcorcón                   |
| Racing Rioja CF                | 0:2            | FC Cartagena                  |
| UC Ceares                      | 0:1            | Sporting Gijón                |
| Atlético Sanluqueño CF         | 2:0            | CE Sabadell FC                |
| CD Ebro                        | 0:5            | Celta Vigo                    |
| CFJ Mollerussa                 | 1:5            | Getafe CF                     |
| Águilas FC                     | 1:1 (k.3:5)    | UD Almería                    |
| UD Montijo                     | 0:1            | Burgos CF                     |
| Albacete Balompié              | 2:1 (po dogr.) | Racing de Ferrol              |
| CD Badajoz                     | 0:3            | CD Alcoyano                   |
| 1 grudnia 2021                 |                |                               |
| CD Mensajero                   | 0:1            | Real Saragossa                |
| Bergantiños FC                 | 2:0            | CD Tudelano                   |
| Córdoba CF                     | 0:1 (po dogr.) | Sevilla FC                    |
| SD Solares-Medio Cudeyo        | 2:3            | RCD Espanyol                  |
| Gimnástica Segoviana CF        | 0:2 (po dogr.) | RCD Mallorca                  |
| CD Brea                        | 0:2            | UD Ibiza                      |
| Algeciras CF                   | 1:2            | Unionistas de Salamanca       |
| CE Andratx                     | 2:1            | Real Oviedo                   |
| Atlético Mancha Real           | 2:1            | Internacional de Madrid       |
| UD Alzira                      | 0:1            | CF Fuenlabrada                |
| AD San Juan                    | 1:2            | UD San Sebastián de los Reyes |
| UCAM Murcia                    | 3:4 (po dogr.) | Deportivo La Coruña           |
| CF Panadería Pulido            | 0:4            | Real Sociedad                 |
| CF Talavera de la Reina        | 2:0            | UE Cornellà                   |
| CP Cacereño                    | 1:2            | SD Ponferradina               |
| CD Arenteiro                   | 2:1            | SD Logroñés                   |
| CE Europa                      | 0:1            | SD Amorebieta                 |
| Extremadura UD                 | 1:4            | Zamora CF                     |
| San Fernando                   | 2:3            | Cultural Leonesa              |
| CD Calahorra                   | 1:1 (k.4:5)    | CD Atlético Baleares          |
| Linares Deportivo              | 0:0 (k.6:5)    | Gimnàstic Tarragona           |
| CFI Alicante                   | 0:4            | Real Betis                    |
| CD San Roque de Lepe           | 0:3            | CD Mirandés                   |
| 2 grudnia 2021                 |                |                               |
| Vélez CF                       | 2:3            | UD Las Palmas                 |
| CF San Agustín de Guadalix     | 0:4            | CA Osasuna                    |
| CD Huracán Melilla             | 0:8            | Levante UD                    |
| CD Guijuelo                    | 1:1 (k.3:4)    | Rayo Vallecano                |
| Gernika Club                   | 1:2            | SD Eibar                      |
| CD Utrillas                    | 0:3            | Valencia CF                   |
| Peña Sport FC                  | 0:3            | Málaga CF                     |
| UD Llanera                     | 2:1            | UD Logroñés                   |
| CD Palencia Cristo Atlético    | 2:0            | Real Unión                    |
| Calvo Sotelo de Puertollano CF | 1:5            | Girona FC                     |
| CA Pulpileño                   | 0:1            | CD Castellón                  |
| SD Leioa                       | 0:2            | Elche CF                      |
| AD Unión Adarve                | 2:2 (k.3:4)    | CD Lugo                       |
| CD Eldense                     | 0:1            | CF Rayo Majadahonda           |
| Xerez Deportivo FC             | 1:2            | CD Leganés                    |
| CD Ibiza Islas Pitiusas        | 1:2 (po dogr.) | CD Tenerife                   |
| CD Villa de Fortuna            | 0:7            | Cádiz CF                      |

## Druga runda
Zespoły zostały rozlosowane tak, aby drużyny z Primera División zmierzyły się z drużynami z niższych dywizji. Losowanie odbyło się 3 grudnia 2021 roku. 
Mecze zostały rozegrane pomiędzy 14 a 16 grudnia 2021 roku (rozegrany został jeden mecz).
| Drużyna 1                     | Wynik          | Drużyna 2        |
| ----------------------------- | -------------- | ---------------- |
| 14 grudnia 2021               |                |                  |
| FC Andorra                    | 1:2 (po dogr.) | Celta Vigo       |
| UD San Sebastián de los Reyes | 0:0 (k.4:5)    | CF Fuenlabrada   |
| SD Huesca                     | 0:1            | Girona FC        |
| Real Saragossa                | 2:0            | Burgos CF        |
| CF Rayo Majadahonda           | 1:0            | Málaga CF        |
| CD Palencia Cristo Atlético   | 1:2            | RCD Espanyol     |
| CD Alcoyano                   | 3:3 (k.3:1)    | Levante UD       |
| Linares Deportivo             | 2:1            | Deportivo Alavés |
| 15 grudnia 2021               |                |                  |
| Bergantiños FC                | 1:3            | Rayo Vallecano   |
| CE Andratx                    | 1:1 (k.5:6)    | Sevilla FC       |
| Zamora CF                     | 0:3            | Real Sociedad    |
| Cultural Leonesa              | 2:3 (po dogr.) | CD Leganés       |
| Sporting Gijón                | 2:1 (po dogr.) | AD Alcorcón      |
| SD Ponferradina               | 2:1 (po dogr.) | UD Ibiza         |
| Real Valladolid               | 3:1            | UD Las Palmas    |
| CD Castellón                  | 1:2            | FC Cartagena     |
| Unionistas de Salamanca       | 0:1            | Elche CF         |
| CD Tenerife                   | 1:2            | SD Eibar         |
| Atlético Sanluqueño CF        | 1:7            | Villarreal CF    |
| 16 grudnia 2021               |                |                  |
| CF Talavera de la Reina       | 2:4 (po dogr.) | Real Betis       |
| UD Llanera                    | 0:6            | RCD Mallorca     |
| CD Arenteiro                  | 1:3 (po dogr.) | Valencia CF      |
| SD Amorebieta                 | 1:2            | UD Almería       |
| CD Lugo                       | 1:2            | CD Mirandés      |
| Deportivo La Coruña           | 1:2            | CA Osasuna       |
| Atlético Mancha Real          | 1:0            | Granada CF       |
| Albacete Balompié             | 0:1            | Cádiz CF         |
| CD Atlético Baleares          | 5:0            | Getafe CF        |

## 1/16 finału
Cztery drużyny uczestniczące w Superpucharze Hiszpanii 2021/2022 zostały najpierw wylosowane z drużynami z najniższej kategorii. Po nich wszystkie pozostałe drużyny z najniższych kategorii zmierzyły się z resztą drużyn La Liga. Losowanie odbyło się 17 grudnia 2021 roku.
Mecze zostały rozegrane pomiędzy 4 a 6 stycznia 2022 roku (rozegrany został jeden mecz).
| Drużyna 1            | Wynik       | Drużyna 2       |
| -------------------- | ----------- | --------------- |
| 4 stycznia 2022      |             |                 |
| SD Ponferradina      | 1:1 (k.1:3) | RCD Espanyol    |
| 5 stycznia 2022      |             |                 |
| CD Leganés           | 2:3         | Real Sociedad   |
| SD Eibar             | 1:2         | RCD Mallorca    |
| FC Cartagena         | 1:2         | Valencia CF     |
| Linares Deportivo    | 1:2         | FC Barcelona    |
| CD Atlético Baleares | 2:1         | Celta Vigo      |
| CD Mirandés          | 0:1         | Rayo Vallecano  |
| Real Valladolid      | 0:3         | Real Betis      |
| CD Alcoyano          | 1:3         | Real Madryt     |
| 6 stycznia 2022      |             |                 |
| Fuenlabrada          | 0:1         | Cádiz CF        |
| Girona FC            | 1:0         | CA Osasuna      |
| Sporting Gijón       | 2:1         | Villarreal CF   |
| Real Saragossa       | 0:2         | Sevilla FC      |
| Atlético Mancha Real | 0:2         | Athletic Bilbao |
| UD Almería           | 1:2         | Elche CF        |
| CF Rayo Majadahonda  | 0:5         | Atlético Madryt |

### Mecze
| 4 stycznia 2022 | SD Ponferradina                       | 1:1 (pd.)               | RCD Espanyol              |                                                                              |
| 21:00 CET       | Yuri 88' (k.)                         | (0:1, 1:1, 1:1, k. 1:3) | 4' Pedrosa                | Estadio El Toralín, Ponferrada Widzów: 4 795 Sędzia: Carlos del Cerro Grande |
| 21:00 CET       | · Medina · Zalazar · Crespo · Saverio | Rzuty karne             | · Embarba · Bare · Mérida | Estadio El Toralín, Ponferrada Widzów: 4 795 Sędzia: Carlos del Cerro Grande |

| 5 stycznia 2022 | CD Leganés     | 2:3   | Real Sociedad                     |                                                                                  |
| 16:00 CET       | Muñoz 60', 70' | (0:2) | 8' Isak · 43', 74' (k.) Oyarzabal | Estadio Municipal de Butarque, Leganés Widzów: 6 430 Sędzia: Antonio Mateu Lahoz |

| 5 stycznia 2022 | SD Eibar   | 1:2   | RCD Mallorca         |                                                                   |
| 16:00 CET       | Blanco 45' | (1:0) | 69' Gayá · 82' Ángel | Estadio de Ipurua, Eibar Widzów: 3 558 Sędzia: Miguel Ortiz Arias |

| 5 stycznia 2022 | FC Cartagena    | 1:2   | Valencia CF                 |                                                                              |
| 16:00 CET       | Ortuño 75' (k.) | (0:1) | 35' Soler · 90+2' Czeryszew | Estadio Cartagonova, Kartagena Widzów: 10 773 Sędzia: Pablo González Fuertes |

| 5 stycznia 2022 | Linares Deportivo | 1:2   | FC Barcelona             |                                                                                 |
| 19:30 CET       | Díaz 19'          | (1:0) | 63' Dembélé · 69' Jutglà | Estadio de Linarejos, Linares Widzów: 10 000 Sędzia: Guillermo Cuadra Fernández |

| 5 stycznia 2022 | CD Atlético Baleares | 2:1   | Celta Vigo |                                                                |
| 20:00 CET       | Martínez 17', 76'    | (1:0) | 67' Méndez | Estadio Balear, Palma Widzów: 5 500 Sędzia: Mario Melero López |

| 5 stycznia 2022 | CD Mirandés | 0:1   | Rayo Vallecano |                                                                                         |
| 20:00 CET       |             | (0:0) | 67' Martín     | Estadio Municipal de Anduva, Miranda de Ebro Widzów: 1 807 Sędzia: José Munuera Montero |

| 5 stycznia 2022 | Real Valladolid | 0:3   | Real Betis                              |                                                                                       |
| 20:00 CET       |                 | (0:2) | 24' Carvalho · 27' Fekir · 50' Iglesias | Estadio José Zorrilla, Valladolid Widzów: 11 730 Sędzia: Ricardo de Burgos Bengoetxea |

| 5 stycznia 2022 | CD Alcoyano | 1:3   | Real Madryt                                     |                                                                    |
| 21:30 CET       | Vega 66'    | (0:1) | 39' Militão · 76' Asensio · 78' (sam.) Figueras | Estadio El Collao, Alcoy Widzów: 4 850 Sędzia: Adrián Cordero Vega |

| 6 stycznia 2022 | Fuenlabrada | 0:1   | Cádiz CF      |                                                                              |
| 16:00 CET       |             | (0:0) | 90+3' Alarcón | Estadio Fernando Torres, Fuenlabrada Widzów: 6 000 Sędzia: Jesús Gil Manzano |

| 6 stycznia 2022 | Girona FC | 1:0   | CA Osasuna |                                                                      |
| 16:00 CET       | Juncà 6'  | (1:0) |            | Estadi Montilivi, Girona Widzów: 3 649 Sędzia: Javier Alberola Rojas |

| 6 stycznia 2022 | Sporting Gijón               | 2:1   | Villarreal CF |                                                               |
| 18:00 CET       | Đurđević 67' · Milovanov 88' | (0:0) | 48' Albiol    | El Molinón, Gijón Widzów: 12 400 Sędzia: Alejandro Muñiz Ruiz |

| 6 stycznia 2022 | Real Saragossa | 0:2   | Sevilla FC           |                                                                      |
| 18:00 CET       |                | (0:1) | 31' Koundé · 69' Mir | La Romareda, Saragossa Widzów: 34 596 Sędzia: Valentín Pizarro Gómez |

| 6 stycznia 2022 | Atlético Mancha Real | 0:2   | Athletic Bilbao      |                                                                              |
| 20:00 CET       |                      | (0:2) | 20', 43' N. Williams | Estadio La Juventud, Mancha Real Widzów: 3 700 Sędzia: Juan Martínez Munuera |

| 6 stycznia 2022 | UD Almería   | 1:2   | Elche CF              |                                                                                                  |
| 20:00 CET       | Ramazani 42' | (1:0) | 52' Piatti · 84' Guti | Estadio de los Juegos Mediterráneos, Almería Widzów: 7 086 Sędzia: Alejandro Hernández Hernández |

| 6 stycznia 2022 | CF Rayo Majadahonda | 0:5   | Atlético Madryt                                               |                                                                         |
| 21:30 CET       |                     | (0:3) | 17' Cunha · 26' Lodi · 41' Suárez · 67' Griezmann · 79' Félix | Wanda Metropolitano, Madryt Widzów: 17 769 Sędzia: Santiago Jaime Latre |

## 1/8 finału
W pierwszej kolejności drużyny La Liga zostaną dolosowane do zespołów z niższych lig. Pozostałe zespoły La Liga zostaną rozlosowane między sobą. Losowanie odbyło się 7 stycznia 2022 roku. 
Mecze zostały rozegrane w dniach 15-16 i 19-20 stycznia 2022 roku (rozegrany został jeden mecz).
| Drużyna 1            | Wynik          | Drużyna 2       |
| -------------------- | -------------- | --------------- |
| 15 stycznia 2022     |                |                 |
| RCD Mallorca         | 2:1            | RCD Espanyol    |
| Sporting Gijón       | 0:0 (k.2:4)    | Cádiz CF        |
| Girona FC            | 1:2            | Rayo Vallecano  |
| Real Betis           | 2:1            | Sevilla FC      |
| 16 stycznia 2022     |                |                 |
| CD Atlético Baleares | 0:1            | Valencia CF     |
| 19 stycznia 2022     |                |                 |
| Real Sociedad        | 2:0            | Atlético Madryt |
| 20 stycznia 2022     |                |                 |
| Elche CF             | 1:2 (po dogr.) | Real Madryt     |
| Athletic Bilbao      | 3:2 (po dogr.) | FC Barcelona    |

### Mecze
| 15 stycznia 2022 | RCD Mallorca         | 2:1   | RCD Espanyol |                                                                      |
| 16:00 CET        | Kubo 32' · Prats 60' | (1:0) | 62' Puado    | Iberostar Estadio, Palma Widzów: 11 403 Sędzia: Santiago Jaime Latre |

| 15 stycznia 2022 | Sporting Gijón                         | 0:0 (pd.)               | Cádiz CF                                   |                                                             |
| 18:30 CET        |                                        | (0:0, 0:0, 0:0, k. 2:4) |                                            | El Molinón, Gijón Widzów: 15 800 Sędzia: Miguel Ortiz Arias |
| 18:30 CET        | · Villalba · Díaz · Kraweć · Campuzano | Rzuty karne             | · Fernández · Negredo · Perea · Arzamendia | El Molinón, Gijón Widzów: 15 800 Sędzia: Miguel Ortiz Arias |

| 15 stycznia 2022 | Girona FC    | 1:2   | Rayo Vallecano       |                                                                   |
| 18:30 CET        | Espinosa 26' | (1:1) | 45+1', 48' Guardiola | Estadi Montilivi, Grona Widzów: 6 405 Sędzia: Adrián Cordero Vega |

| 15 stycznia 2022 | Real Betis              | 2:1   | Sevilla FC |                                                                         |
| 21:30 CET        | Fekir 39' · Canales 73' | (1:1) | 35' Gómez  | Estadio Benito Villamarín, Sewilla Sędzia: Ricardo de Burgos Bengoetxea |

| 16 stycznia 2022 | CD Atlético Baleares | 0:1   | Valencia CF     |                                                                    |
| 12:00 CET        |                      | (0:1) | 1' Marcos André | Estadio Balear, Palma Widzów: 4 000 Sędzia: Pablo González Fuertes |

| 19 stycznia 2022 | Real Sociedad             | 2:0   | Atlético Madryt |                                                                            |
| 21:00 CET        | Januzaj 33' · Sørloth 47' | (1:0) |                 | Estadio Anoeta, San Sebastián Widzów: 28 111 Sędzia: Javier Alberola Rojas |

| 20 stycznia 2022 | Elche CF   | 1:2 (pd.)       | Real Madryt             |                                                                                     |
| 19:00 CET        | Verdú 103' | (0:0, 0:0, 1:0) | 108' Isco · 116' Hazard | Estadio Manuel Martínez Valero, Elche Widzów: 23 528 Sędzia: Jorge Figueroa Vázquez |

| 20 stycznia 2022 | Athletic Bilbao                        | 3:2 (pd.)       | FC Barcelona             |                                                                    |
| 21:30 CET        | Muniain 2', 105+1' (k.) · Martínez 86' | (1:1, 2:2, 3:2) | 20' Torres · 90+3' Pedri | San Mamés, Bilbao Widzów: 37 287 Sędzia: José Luis Munuera Montero |

## Ćwierćfinały
Ponieważ żadna drużyna z niższych lig nie awansowała do tej rundy, drużyny gospodarzy zostały wyłonione w drodze losowania. Losowanie odbyło się 21 stycznia 2022 roku.
Mecze zostały rozegrane 2 i 3 lutego 2022 roku (rozegrany został jeden mecz).
| Drużyna 1       | Wynik | Drużyna 2    |
| --------------- | ----- | ------------ |
| 2 lutego 2022   |       |              |
| Rayo Vallecano  | 1:0   | RCD Mallorca |
| Valencia CF     | 2:1   | Cádiz CF     |
| 3 lutego 2022   |       |              |
| Real Sociedad   | 0:4   | Real Betis   |
| Athletic Bilbao | 1:0   | Real Madryt  |

### Mecze
| 2 lutego 2022 | Rayo Vallecano | 1:0   | RCD Mallorca |                                                                            |
| 20:00 CET     | Trejo 44' (k.) | (1:0) |              | Campo de Fútbol de Vallecas, Madryt Widzów: 9 000 Sędzia: César Soto Grado |

| 2 lutego 2022 | Valencia CF           | 2:1   | Cádiz CF       |                                                                         |
| 21:00 CET     | Guedes 24' · Duro 79' | (1:0) | 54' (k.) Pérez | Estadio Mestalla, Walencja Widzów: 30 591 Sędzia: Javier Alberola Rojas |

| 3 lutego 2022 | Real Sociedad | 0:4   | Real Betis                                           |                                                                            |
| 20:00 CET     |               | (0:1) | 12', 57' Juanmi · 83' (k.) Willian José · 87' Ruibal | Estadio Anoeta, San Sebastián Widzów: 29 326 Sędzia: Juan Martínez Munuera |

| 3 lutego 2022 | Athletic Bilbao | 1:0   | Real Madryt |                                                            |
| 21:30 CET     | Berenguer 89'   | (0:0) |             | San Mamés, Bilbao Widzów: 38 750 Sędzia: Jesus Gil Manzano |

## Półfinały
W tej fazie zespoły La Liga zostały rozlosowane między sobą. Losowanie odbyło się 4 lutego 2022 roku. W tej rundzie rozgrywane będą dwumecze. 
Pierwsze mecze zostaną rozegrane w dniach 9-10 lutego natomiast rewanże w dniach 2-3 marca 2022 roku. 
| Drużyna 1                            | Wynik dwumeczu | Drużyna 2   | Pierwszy mecz | Drugi mecz |
| ------------------------------------ | -------------- | ----------- | ------------- | ---------- |
| Rayo Vallecano                       | 2:3            | Real Betis  | 1:2           | 1:1        |
| Athletic Bilbao                      | 1:2            | Valencia CF | 1:1           | 0:1        |
| Po lewej gospodarz pierwszego meczu. |                |             |               |            |

### Pierwsze mecze
| 9 lutego 2022 | Rayo Vallecano | 1:2   | Real Betis                  |                                                                                 |
| 21:00 CET     | García 5'      | (1:1) | 26' Iglesias · 68' Carvalho | Campo de Fútbol de Vallecas, Madryt Widzów: 9 034 Sędzia: José Sánchez Martínez |

| 10 lutego 2022 | Athletic Bilbao | 1:1   | Valencia CF |                                                               |
| 21:30 CET      | García 37'      | (1:0) | 65' Duro    | San Mamés, Bilbao Widzów: 42 906 Sędzia: José Munuera Montero |

### Rewanże
| 2 marca 2022 | Valencia CF | 1:0   | Athletic Bilbao |                                                      |
| 21:30 CET    | Guedes 43'  | (1:0) |                 | Estadio Mestalla, Walencja Sędzia: Jesús Gil Manzano |

| 3 marca 2022 | Real Betis     | 1:1   | Rayo Vallecano |                                                                                 |
| 21:00 CET    | Iglesias 90+2' | (0:0) | 80' Bébé       | Estadio Benito Villamarín, Sewilla Widzów: 50 916 Sędzia: Juan Martínez Munuera |

## Finał
| 23 kwietnia 2022 22:00 CET                  | Real Betis · Iglesias 11' | 1:1 pd. k. 6:5(1:1, 1:1, 1:1)Raport   | Valencia CF · 30' Duro | Estadio La Cartuja, Sewilla Widzów: 53 387 Sędzia: Alejandro Hernández Hernández |
|                                             |                           |                                       |                        |                                                                                  |
|                                             |                           | Rzuty karne                           |                        |                                                                                  |
| José · Joaquín · Guardado · Tello · Miranda |                           | Soler · Račić · Guedes · Musah · Gayà |                        |                                                                                  |

| Real Betis | Valencia CF |

|                   | 25 | Claudio Bravo      |      |      |
|                   | 19 | Héctor Bellerín    |      |      |
|                   | 16 | Germán Pezzella    | 72'  |      |
|                   | 5  | Marc Bartra        |      |      |
|                   | 15 | Alexandre Moreno   |      | 106' |
|                   | 21 | Guido Rodríguez    |      |      |
|                   | 14 | William Carvalho   | 14'  | 102' |
|                   | 10 | Sergio Canales (c) |      | 111' |
|                   | 8  | Nabil Fekir        |      | 111' |
|                   | 7  | Juanmi Jiménez     |      | 86'  |
|                   | 9  | Borja Iglesias     | 95'  | 102' |
| Zmiany:           |    |                    |      |      |
|                   | 13 | Rui Silva          |      |      |
|                   | 3  | Edgar González     |      |      |
|                   | 6  | Víctor Ruiz        |      |      |
|                   | 23 | Youssouf Sabaly    |      |      |
|                   | 33 | Juan Miranda       |      | 106' |
|                   | 4  | Paul Akouokou      |      |      |
|                   | 18 | Andrés Guardado    |      | 102' |
|                   | 28 | Rodri              |      |      |
|                   | 11 | Cristian Tello     | 113' | 111' |
|                   | 12 | Willian José       |      | 102' |
|                   | 17 | Joaquín            |      | 86'  |
|                   | 24 | Aitor Ruibal       |      | 111' |
| Trener:           |    |                    |      |      |
| Manuel Pellegrini |    |                    |      |      |

|               | 28 | Giorgi Mamardaszwili |       |      |
|               | 12 | Mouctar Diakhaby     |       |      |
|               | 5  | Gabriel Paulista     | 5'    |      |
|               | 15 | Omar Alderete        | 90+2' |      |
|               | 20 | Dimitri Foulquier    |       | 100' |
|               | 14 | José Gayà (c)        |       |      |
|               | 6  | Hugo Guillamón       | 74'   | 85'  |
|               | 23 | Ilaix Moriba         |       | 79'  |
|               | 10 | Carlos Soler         | 98'   |      |
|               | 7  | Gonçalo Guedes       |       |      |
|               | 19 | Hugo Duro            |       | 85'  |
| Zmiany:       |    |                      |       |      |
|               | 1  | Jaume Domènech       |       |      |
|               | 13 | Jasper Cillessen     |       |      |
|               | 2  | Thierry Correia      | 90+3' | 79'  |
|               | 24 | Eray Cömert          |       |      |
|               | 32 | Jesús Vázquez        |       |      |
|               | 37 | Cristhian Mosquera   |       |      |
|               | 4  | Yunus Musah          |       | 100' |
|               | 8  | Uroš Račić           |       | 85'  |
|               | 17 | Dienis Czeryszew     |       |      |
|               | 18 | Koba Koindredi       |       |      |
|               | 11 | Hélder Costa         |       |      |
|               | 21 | Bryan Gil            |       | 85'  |
|               | 22 | Marcos André         |       |      |
| Trener:       |    |                      |       |      |
| José Bordalás |    |                      |       |      |

| Copa del Rey 2021–22 Zwycięzcy |
| ------------------------------ |
| Real Betis 3. Tytuł            |

## Najlepsi strzelcy
| Bramki | Zawodnik            | Drużyna                    |
| ------ | ------------------- | -------------------------- |
| 5      | Borja Iglesias      | Real Betis                 |
| 4      | Ángel Rodríguez     | RCD Mallorca               |
| 4      | Dani Gómez          | Levante UD                 |
| 4      | Alfredo Ortuño      | FC Cartagena               |
| 3      | Adrián Butzke       | Granada CF                 |
| 3      | Alejandro Marqués   | CD Mirandés                |
| 3      | Álvaro Negredo      | Cádiz CF                   |
| 3      | Alejandro Blesa     | Levante UD                 |
| 3      | Mourad El Ghezouani | CD Alcoyano                |
| 3      | Loren Morón         | RCD Espanyol               |
| 3      | Manel Martínez      | CD Atlético Baleares       |
| 3      | Jaime Mata          | Getafe CF                  |
| 3      | Mikel Oyarzabal     | Real Sociedad              |
| 3      | Paco Alcácer        | Villarreal CF              |
| 3      | Riki                | CF San Agustín de Guadalix |
| 3      | Roberto Soldado     | Levante UD                 |
| 3      | Hugo Duro           | Valencia CF                |

Źródło: